# Marc II Xylokaravi
Marc II Xylokaravi (en grec : Μάρκος Β΄ Ξυλοκαράβης) fut patriarche de Constantinople en 1466.

## Biographie
Marc Xylokaravi était un moine natif de Constantinople d'une remarquable éducation. Il avait vécu en Crète, d'où il avait été expulsé par les Vénitiens, avec son père et son frère, à cause de son activité religieuse anti-latine. Il devient alors métropolite d'Andrinople.
Il est élu patriarche au début de l'année 1466 en remplacement de Syméon de Trébizonde selon Vitalien Laurent ou au milieu de l'année en remplacement de Joasaph Ier selon Venance Grumel.
Dès juin 1466, il se plaint des réserves exprimées à son égard par le métropolite de Métra et l'évêque de Dercos (turc : Büyükdere). Ces prélats, non contents de ne pas l'avoir complimenté lors de son accession au trône patriarcal, omettaient de l'évoquer dans la liturgie. En fait, le clergé lui reprochait de ne devoir son élection qu'à quelques partisans comme le grand chartophylax Georges Galésiotès et le grand ecclésiarque Manuel Christonymos, ainsi qu'à des archontes grecs comme le secrétaire du Sultan Démétrius Kyritzès, dont dépendait en fait le sort de l'Église. Le Grand Synode l'accusait en outre de simonie car Marc ou ses partisans s'étaient engagés à verser 1 500 florins à la Sublime Porte. Devant cette situation, Mara Brankovic, la veuve chrétienne du sultan Mourad II, intervient pour faire cesser le scandale et verse à son beau-fils le sultan Mehmed II une somme de 2 000 florins pour appuyer son propre candidat, Denys ou Dionysios, qu'elle avait déjà fait nommer antérieurement métropolite de Philippopoli.
Déchu, Marc Xylokaravi resta sur place, plaidant sa bonne foi auprès des métropolites malgré les agressions de la foule. Il obtint finalement plus tard l'évêché d'Ochrida.